# Флорес, Бернардо
Бернардо Флорес—младший (англ. Bernardo Flores Jr.; 23 августа 1995, Болдуин-Парк, Калифорния) — американский бейсболист, питчер клуба Мексиканской бейсбольной лиги «Дьяблос Рохос дель Мехико». В Главной лиге бейсбола играл за «Чикаго Уайт Сокс» и «Сент-Луис Кардиналс».

## Карьера
Бернардо Флорес родился 23 августа 1995 года в городе Болдуин-Парк в Калифорнии. Там же он окончил старшую школу, после чего поступил в Университет Южной Калифорнии. В течение трёх лет Флорес выступал в NCAA, большей частью выходя на поле как реливер. Лучший сезон он провёл в 2015 году, сыграв 44,2 иннинга с пропускаемостью 3,81, тремя победами, поражением и сейвом. Всего за свою студенческую карьеру он сыграл в 37 матчах. На драфте Главной лиги бейсбола 2016 года Флорес был выбран клубом «Чикаго Уайт Сокс» в седьмом раунде под общим 206 номером.
С 2016 по 2019 год Флорес выступал в различных клубах фарм-системы «Уайт Сокс». Его показатель пропускаемости по итогам четырёх сезонов составил 3,18, он сделал 342 страйкаута при 92 уоках. В его арсенал подач входят фастбол скоростью от 91 до 93 миль в час, кервбол и слайдер. В сентябре 2020 года он был переведён в основной состав клуба и дебютировал в Главной лиге бейсбола, сыграв один иннинг против «Канзас-Сити Роялс».